# Penck Trough
Penck Trough är en dal i Antarktis. Den ligger i Östantarktis. Norge gör anspråk på området.